# Battle City
Battle City (jap.: バトルシティー, Batoru Shitī) ist ein von Namco entwickeltes und 1985 für den Nintendo Family Computer veröffentlichtes Panzerkampf-Videospiel. Die Heimumsetzung des 1980 erschienenen Arcadespiels Tank Battalion (タンクバタリアン, Tanku Batarian) verfügt über einen Einzel- und Zweispielermodus und einen einfachen Leveleditor.
Eine unveränderte Fassung des Spiels ist in der japanischen Ausgabe des GameCube-Shooters Star Fox Assault als freischaltbares Extra enthalten und seit September 2007 für die Wii (Virtual Console) erhältlich. Virtual-Console-Versionen für Nintendos 3DS und Wii U erschienen 2014 und 2015 ebenfalls ausschließlich in Japan.
Battle City erschien auch als modifizierte Version für den Game Boy: 1991 als Einzelmodul und 1996 zusammen mit Galaga, Mappy und der Golfsimulation Namco Classic in der Spielekompilation Namco Gallery Vol. 1 (ナムコギャラリー Vol. 1).

## Spielmechanik
Battle City umfasst 35 Level, von denen jedes auf die Größe eines Bildschirms begrenzt ist. Die Level stellen Schlachtfelder aus der Vogelperspektive dar und enthalten immer folgende Elemente: Das Hauptquartier, den eigenen Panzer, feindliche Panzer und Hindernisse wie Mauern oder Wasserflächen. Das Hauptquartier, symbolisiert durch einen Wappenadler, befindet sich mittig am unteren Bildschirmrand und ist von einer Schutzmauer umgeben. Wird diese Mauer durch gegnerische oder eigene Schüsse zerstört und der Adler getroffen, geht das Spiel verloren. Verliert der Spieler alle Leben, führt dies ebenfalls zum Spielende.
Der Spieler steuert einen gelben, links neben dem Hauptquartier startenden Panzer und wird im kooperativen Mehrspielermodus durch einen, vom zweiten Spieler gelenkten, grünen Panzer unterstützt. Ziel jedes Levels ist es, unter gleichzeitiger Verteidigung des Hauptquartiers alle feindlichen Panzer zu zerstören.
Die Gegner erscheinen an drei Plätzen im oberen Bildschirmabschnitt. Mit fortschreitendem Spielverlauf kämpft der Spieler gegen schnellere und besser gepanzerte Feindpanzer (insgesamt vier Typen) und manövriert an unterschiedlichen Hindernissen wie Backstein- und Stahlmauern oder Gewässern vorbei bzw. zerschießt sie. Während sich die Gegnerzahl bei jedem Level auf zwanzig beläuft, variiert die Menge der jeweiligen Panzertypen. Wird ein rot blinkender Panzer getroffen, erscheint eines von sechs unterschiedlichen Power-ups: Die Granate etwa zerstört alle sichtbaren Gegner, die Stoppuhr macht sie kurzzeitig bewegungsunfähig. Zur Verbesserung der Schusskraft und -geschwindigkeit des eigenen Panzers dient das Stern-Power-up.
Nach Abschluss jeder Stage werden die zerstörten Panzer aufgezählt und die Punktzahl errechnet. Wird das letzte Level erfolgreich abgeschlossen, beginnt das Spiel mit einer veränderten Gegnerkonstellation von vorne.
Die Famicom-Version von Battle City gehört zu den ersten Videospielen mit integriertem Leveleditor. In diesem können auf einer 26 mal 26 Felder großen Fläche sämtliche Terrain- und Hindernisgrafiken des Spiels platziert werden, wobei eine einzelne Kachelgrafik 2 mal 2 Felder einnimmt. Spieler- und Gegnerstartpunkte können jedoch nicht festgelegt werden. Ebenso wenig lässt sich das erstellte Level dauerhaft speichern. Nach Verlassen des Editors ersetzt die angefertigte Karte das Startlevel.

## Game-Boy-Versionen
Die von Nova entwickelte Game-Boy-Fassung wurde im August 1991 in Japan veröffentlicht. Neben der hardwarebedingten Umstellung auf Schwarz-Weiß-Grafik unterscheidet sich diese Version in mehreren Punkten vom Famicom-Vorgänger: Anders als im FC-Teil ist in der Handheld-Version nur ein Teil des Spiel- bzw. Schlachtfelds auf einmal sichtbar; bei Bewegungen in Richtung des Randes scrollt der Bildschirmausschnitt mit. Eine kleine Gesamtkarte zeigt aus Übersichtsgründen die Position der Gegner an (jedoch keine Hindernisse). Die Levelanzahl beläuft sich auf 50 und anstelle einer kooperativen Zweispieleroption besteht bei verbundenen Game Boys die Möglichkeit eines Versus-Spiels, bei der die Spieler – jeder für sich – Gegnerwellen überstehen müssen und derjenige ausscheidet, der zuerst alle Leben verliert.
Der 1996 erschienene erste Teil der Namco-Gallery-Trilogie vereint Battle City und drei weitere klassische Namco-Spiele – Galaga, Mappy und Classic Golf – in einem Game-Boy-Modul. Die bis dahin umfangreichste Battle-City-Version enthält ein vierstelliges Passwort-System und wartet mit zusätzlichen Levels und zwei Ansichtsmodi (klassische und scrollende, vergrößerte Darstellung) auf. Beim Spielen mit einem Super Game Boy verfügt die Namco Gallery Vol.1 über eigene, vordefinierte Farbpaletten und spielspezifische Rahmen. Wie auch die Nova-Version enthält der Namco-Gallery-Teil keinen Karteneditor.